# Hermine (Verein)
Hermine (Eigenbezeichnung: HERMINE e.V.) ist eine zivile Hilfsorganisation aus Würzburg, die während der Flüchtlingskrise 2015 gegründet wurde.

## Geschichte und Aktivitäten
Der Verein Hermine hat seine Wurzeln in der „Mobilen Flüchtlingshilfe“, einer im Zuge der Fluchtbewegung im Oktober 2015 gegründeten Initiative. 2016 folgte die Eintragung als gemeinnütziger Verein, mit dem Hauptziel, Geflüchtete in verschiedenen europäischen Ländern zu unterstützen; innerhalb der ersten zwei Jahre wurden mehr als zwanzig Hilfsfahrten und -projekte durchgeführt.
2018 wurden die Vereinsaktivitäten ausgeweitet und das Projekt Hermine ins Leben gerufen. Dazu wurde eine Lagerhalle angemietet, um regelmäßige Sendungen von Hilfsgütern zu realisieren. 2019 wurde dem Verein der 25. Würzburger Friedenspreis verliehen. Aus dem Projekt Hermine entwickelte sich ein umfangreiches Vereinsleben in Würzburg, welches 2020 in der Umbenennung der Mobilen Flüchtlingshilfe in Hermine mündete. Insgesamt wurden bereits 22 Hilfseinsätze und 57 Hilfslieferungen durchgeführt (Stand Januar 2022).

### Projekte
Von 2015 bis 2017 realisierte die Mobile Flüchtlingshilfe mehr als zwanzig Hilfsfahrten und -projekte unter anderem in Serbien, Kroatien, Italien und Griechenland.
Im Zuge der Corona-Pandemie Anfang 2020 organisierte Hermine zusammen mit anderen Würzburger Organisationen und der Stadt die Versorgung von Bedürftigen mit Leben.
In einer Gemeinschaftsaktion u. a. mit #LeaveNoOneBehind, STELP und dem Aachener Netzwerk sammelte Hermine 10.000 Schuhe für Geflüchtete an den europäischen Außengrenzen.

## Auszeichnungen
- 25. Würzburger Friedenspreis 2019